# Paul Jones (sångare)

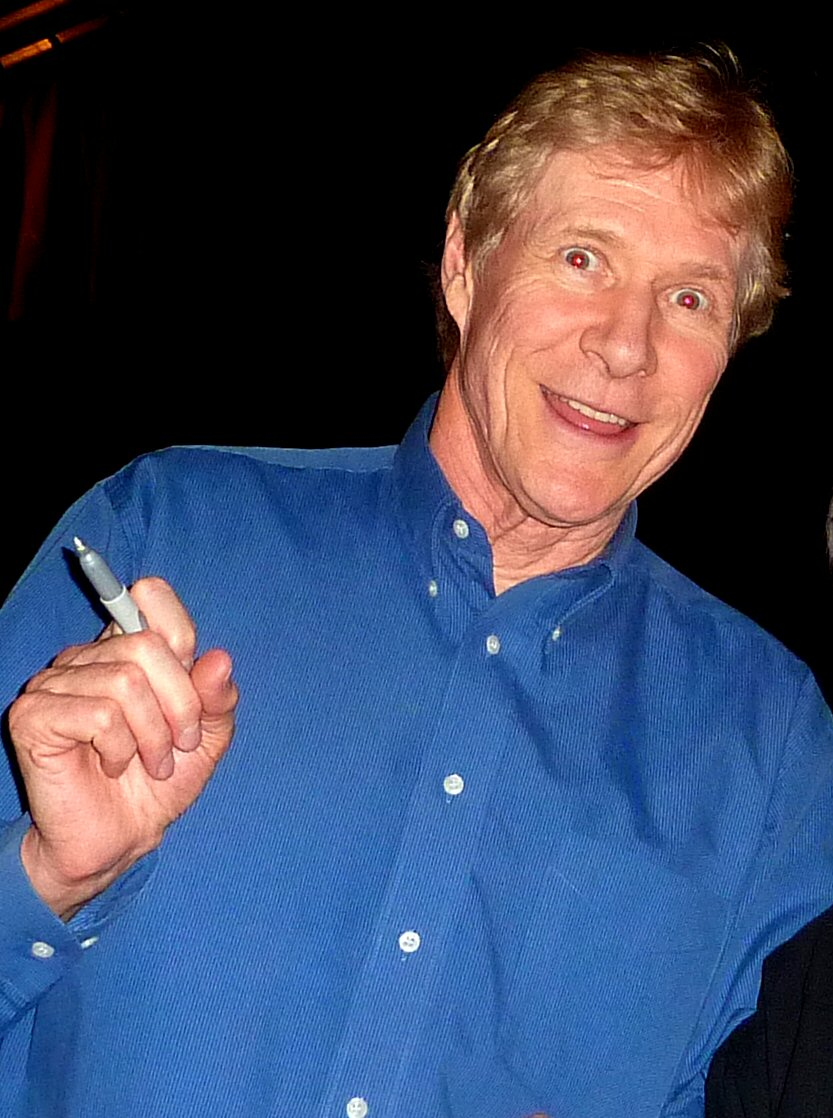
Paul Jones, fotograferad 2011.

Paul Jones, född 24 februari 1942 i Portsmouth, England, är en brittisk sångare, munspelare och skådespelare.
Paul Jones började sin karriär som sångare och munspelare i brittiska pop/rockgruppen Manfred Mann där han bland annat sjöng på hitsinglarna "Do Wah Diddy Diddy", "Sha La La" och "Pretty Flamingo". Jones lämnade gruppen 1966 för att påbörja en solokarriär, och för att kunna spela in film. Han fick en hel del hits varav de största blev "High Time", "I've Been a Bad Bad Boy" (1966), "Privilege", och "Thinkin' Ain't for Me" (1967). "Privilege" var titelmelodi i filmen Privilege – idol och rebell där Jones spelade huvudrollen. 
Hans popularitet minskade i England efter de två första singlarna, men han var mycket populär under resten av 1960-talet i Sverige. "When I Was Six Years Old" blev en stor Tio i topp-framgång 1968. Låten "My Advice to You" spelade han in i Sverige och även den blev en hitsingel på svenska marknaden. Han filmades av Lasse Hallström under ett Sverigebesök, detta gjordes på Gröna Lund och har visats i svensk tv.
Sedan 1990-talet uppträder han sporadiskt med "The Manfreds"  tillsammans med flera andra gamla medlemmar från Manfred Mann. Även Mike d'Abo, sångaren som ersatte Jones när han lämnade gruppen, finns med. Jones har även arbetat som programledare i både radio och TV i Storbritannien.

## Diskografi

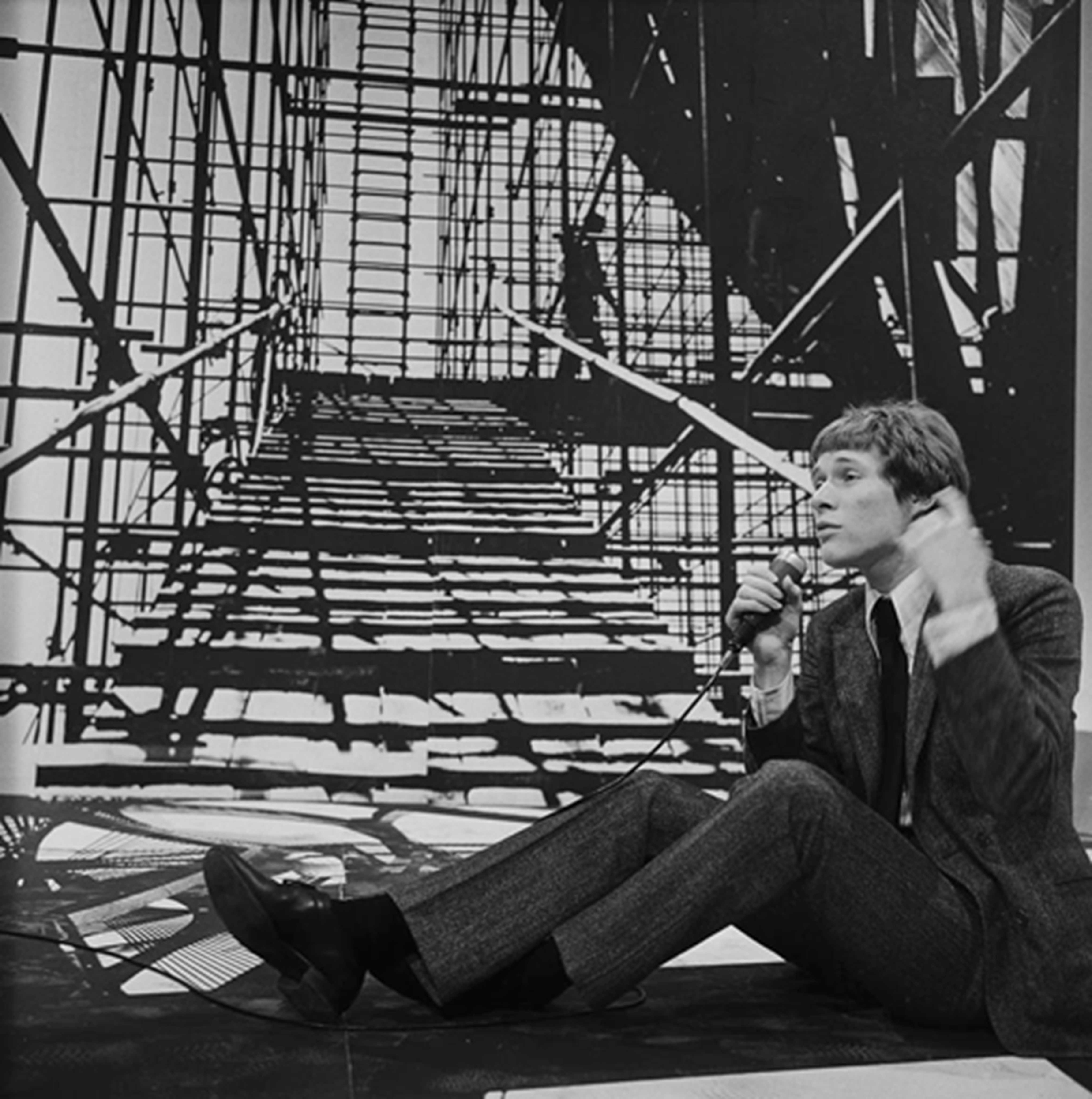
Paul Jones (1967)

### Soloalbum
- 1966 – My Way
- 1967 – Sings Privilege & Others
- 1968 – Love Me, Love My Friends
- 1969 – Come into My Music Box
- 1971 – Crucifix in a Horseshoe
- 2009 – Starting All Over Again